# Tramway de Fontainebleau
Le tramway de Fontainebleau est un réseau de tramways électriques qui a desservi l'agglomération française de Fontainebleau, en Seine-et-Marne au sud-est de Paris. Il est mis en service le 29 septembre 1896 et supprimé le 31 décembre 1953.

## Histoire

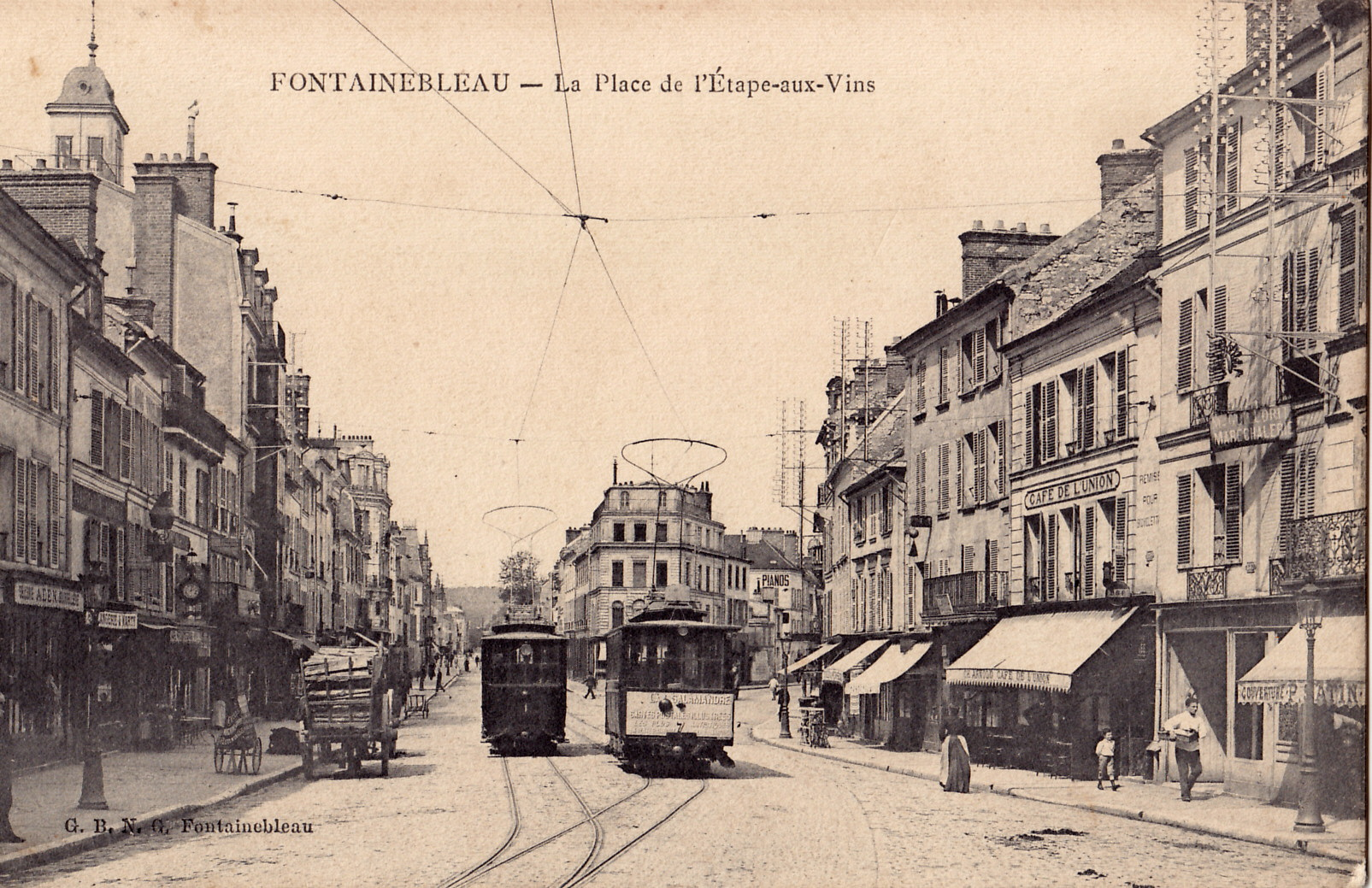
Tramway sur l'évitement de la place de l'Étape.

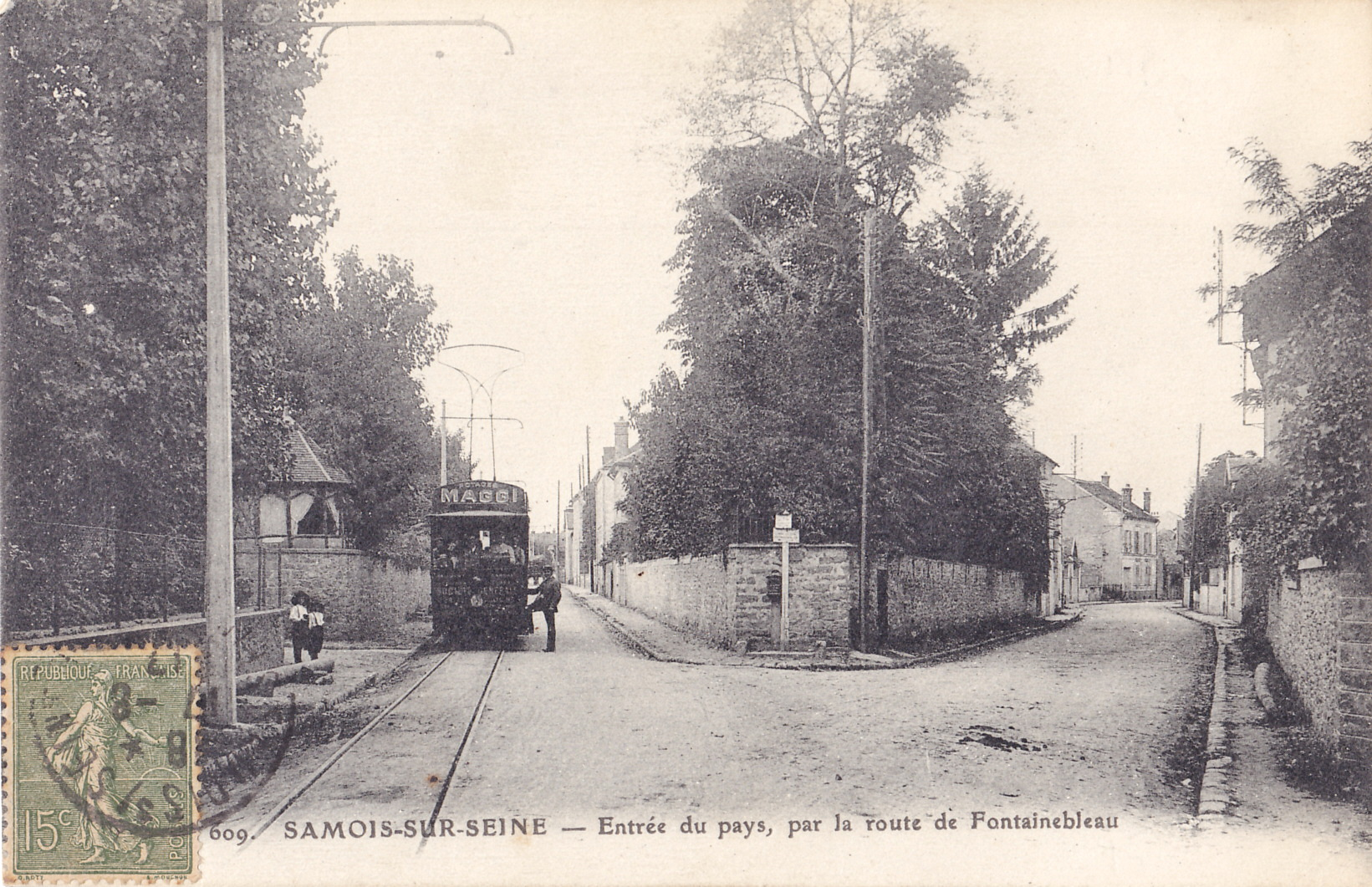
Tramway à l'entrée de Samois.

La gare de Fontainebleau - Avon se trouve sur la commune d'Avon et le centre-ville de Fontainebleau et son château en sont assez éloignés. Des essais de transport en commun, tels qu'un train routier jusqu'en 1890 se révèlent insuffisants, et le besoin d'un tramway urbain se fait sentir pour relier gare et ville.
Celui-ci, après plusieurs demandes des conseils municipaux de Fontainebleau et d'Avon, ainsi que du conseil général de Seine-et-Marne en 1893-1895, est déclaré d'utilité publique par un décret du 6 mai 1896 au profit du département et de son exploitant, la Compagnie des tramways de Fontainebleau, filiale du groupe l'« Omnium lyonnais de chemins de fer et tramways », créée en janvier 1896. La concession est d'une durée de 50 ans.
Le siège initial de la compagnie se trouve 53 rue des Dames à Paris, puis est déplacé 39 rue Thomassin à Lyon. En 1928, il se trouve 8 rue de la Bourse à Lyon.
La compagnie a été fondée par Marcel Delmas, directeur de la Compagnie nouvelle d'électricité.
La première ligne, d'une longueur de trois kilomètres, est inaugurée le 29 septembre 1896 et relie le Palais à la gare. Il s'agit d'une ligne quasiment suburbaine, hors du centre-ville de Fontainebleau.
La deuxième ligne, mise en service le 20 août 1899, consiste en un prolongement de la première vers Valvins puis Vulaines-sur-Seine, atteinte en 1909 par la rive droite de la Seine et d'une longueur de 3 km.. 
La troisième ligne, ouverte en 1913 et longue de 4,6 km., dessert  Samois-sur-Seine en remplacement d'un électro-bus, ancêtre des trolleybus. Ces diverses extensions confirment le caractère suburbain du réseau, sauf à Fontainebleau où il a les caractères d'une desserte urbaine.
À la suite d'une baisse de trafic sur la partie suburbaine du réseau, causée par une croissance de la concurrence routière, les deux lignes desservant Samois et Vulaines sont supprimées en 1937. La première ligne continue à assurer le trafic, mais ne fait l'objet d'aucune modernisation durant quinze ans. Pendant les périodes de restrictions de la seconde Guerre mondiale, la ligne 1 voit son trafic croître, favorisé par une fréquence au quart d'heure. Après-guerre, cette fréquentation se poursuit, notamment le dimanche.
Puis, à son tour, le 31 décembre 1953, cette ligne, tracée au milieu de la chaussée et gênant la circulation automobile en pleine croissance, dont la voie et le matériel ont été sur-utilisés pendant la guerre et nécessitent alors d'importants investissement, est fermée et le service  assuré par des autobus,,.
Le réseau est l'un des trois réseaux franciliens à survivre à la Seconde Guerre mondiale, avec le tramway de Versailles et celui de Villiers-le-Bel. Pour précipiter la disparition du tramway, ses détracteurs le surnommèrent le « péril jaune » à cause de sa couleur.

## Infrastructure

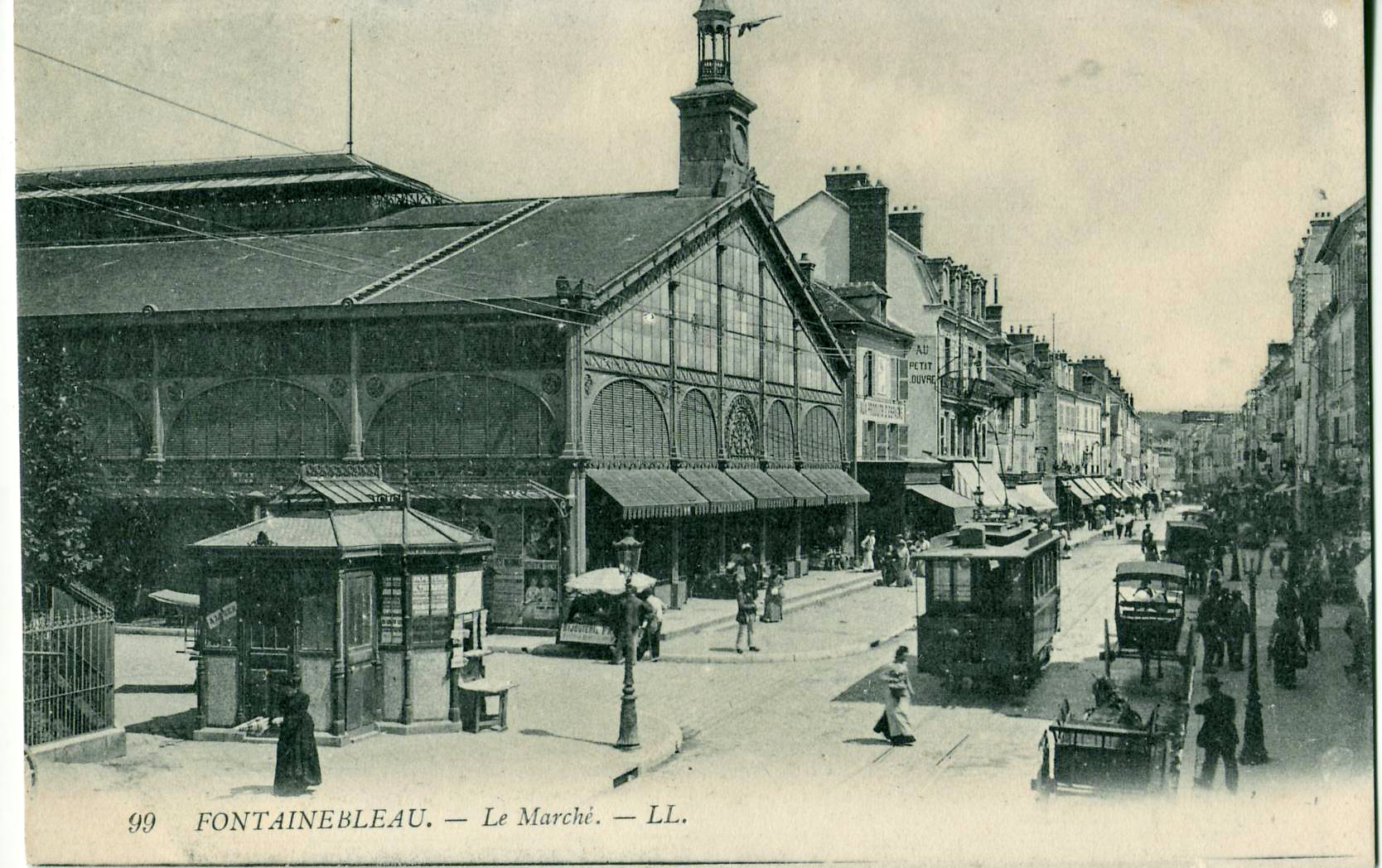
Tramway au milieu de la voie, devant le marché.

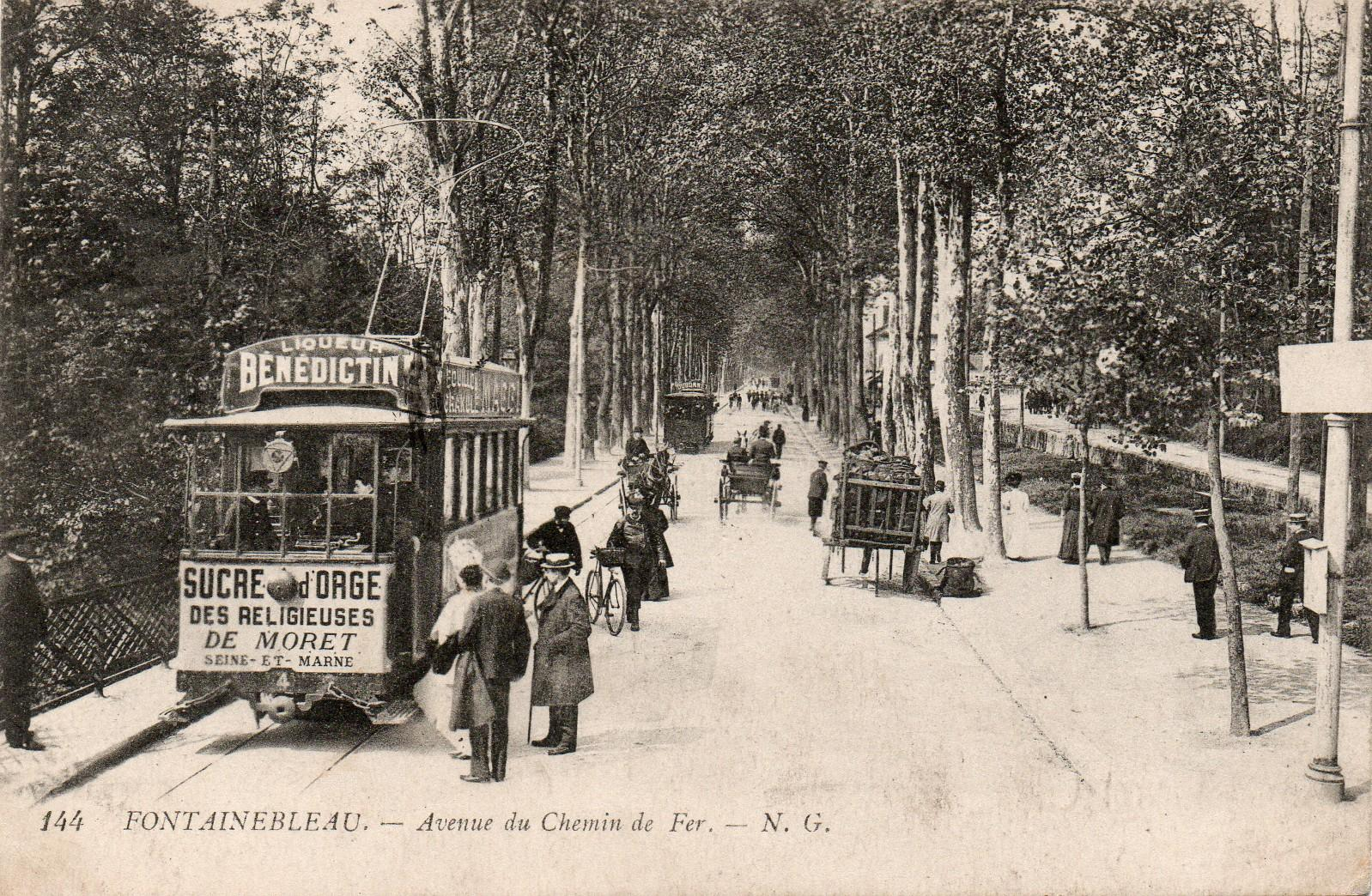
Tramway de Fontainebleau, motrice no 4, vers 1909.

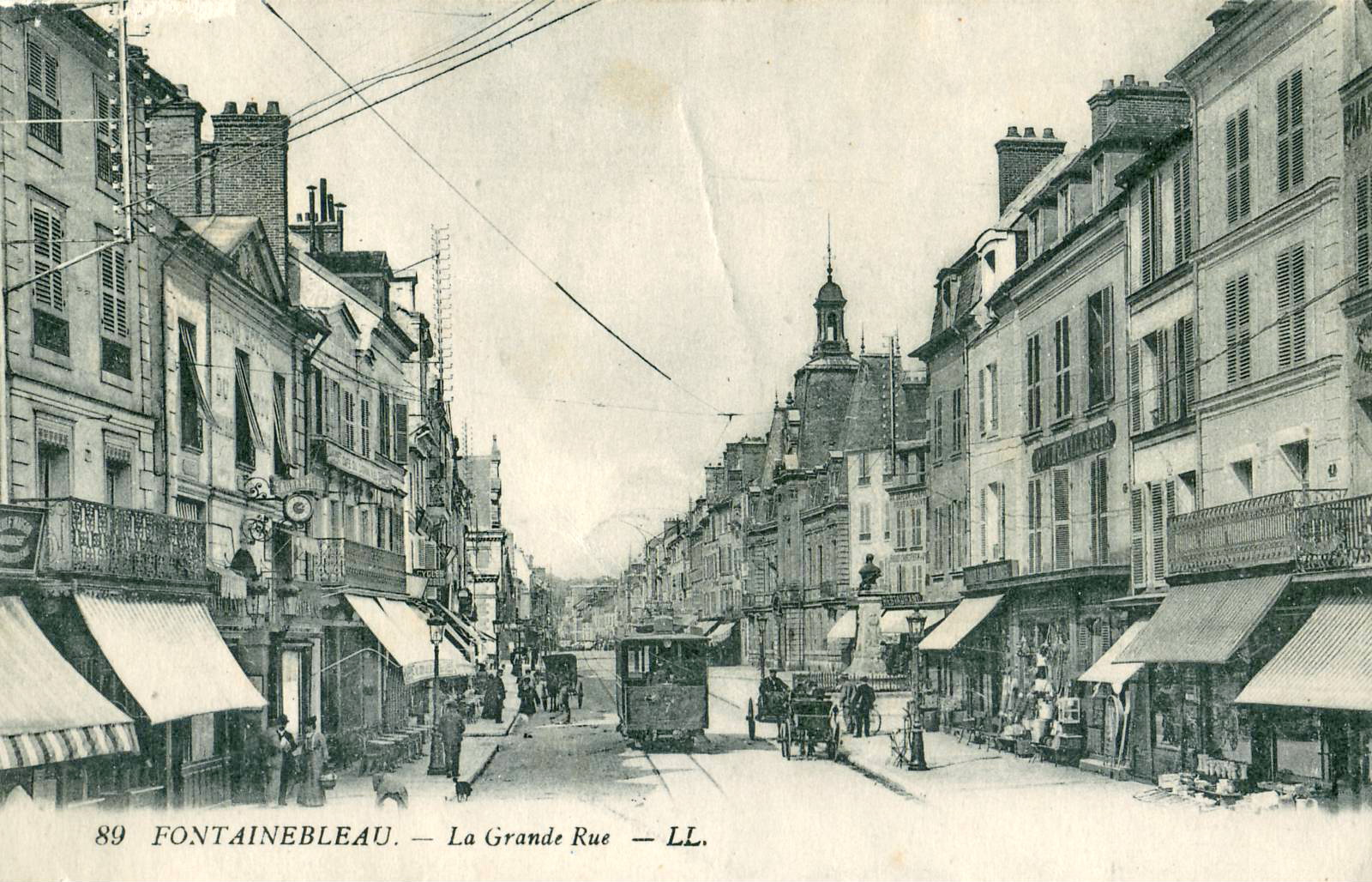
À la même époque, tramway circulant sur la Grande Rue...

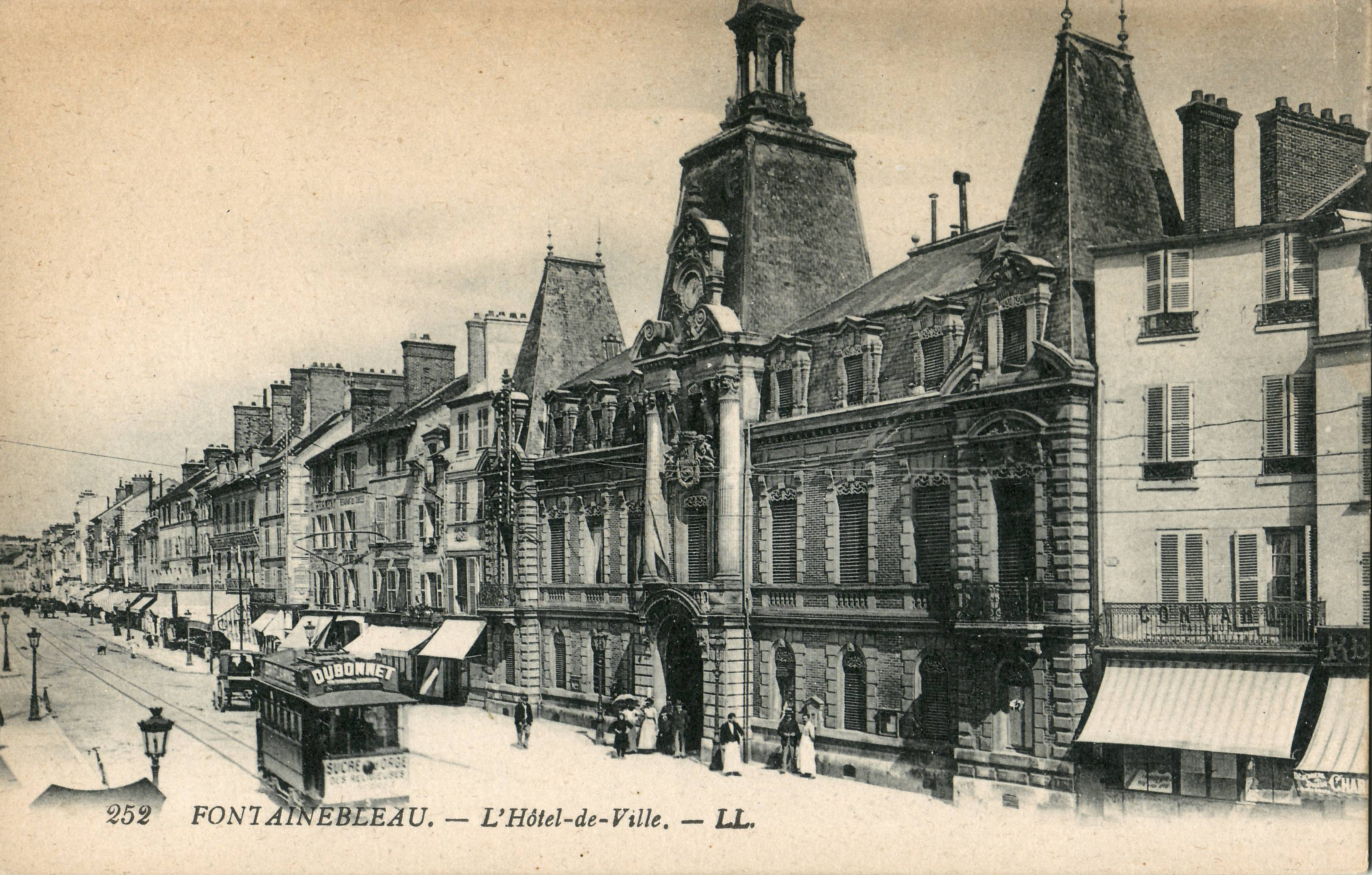
... et devant l'Hôtel de Ville

Le tramway de Fontainebleau est équipé d'une voie métrique, électrifiée dès son origine en courant continu 550 volts.
La voie est construite à voie unique sur la chaussée ou en accotement, avec évitements aux stations.

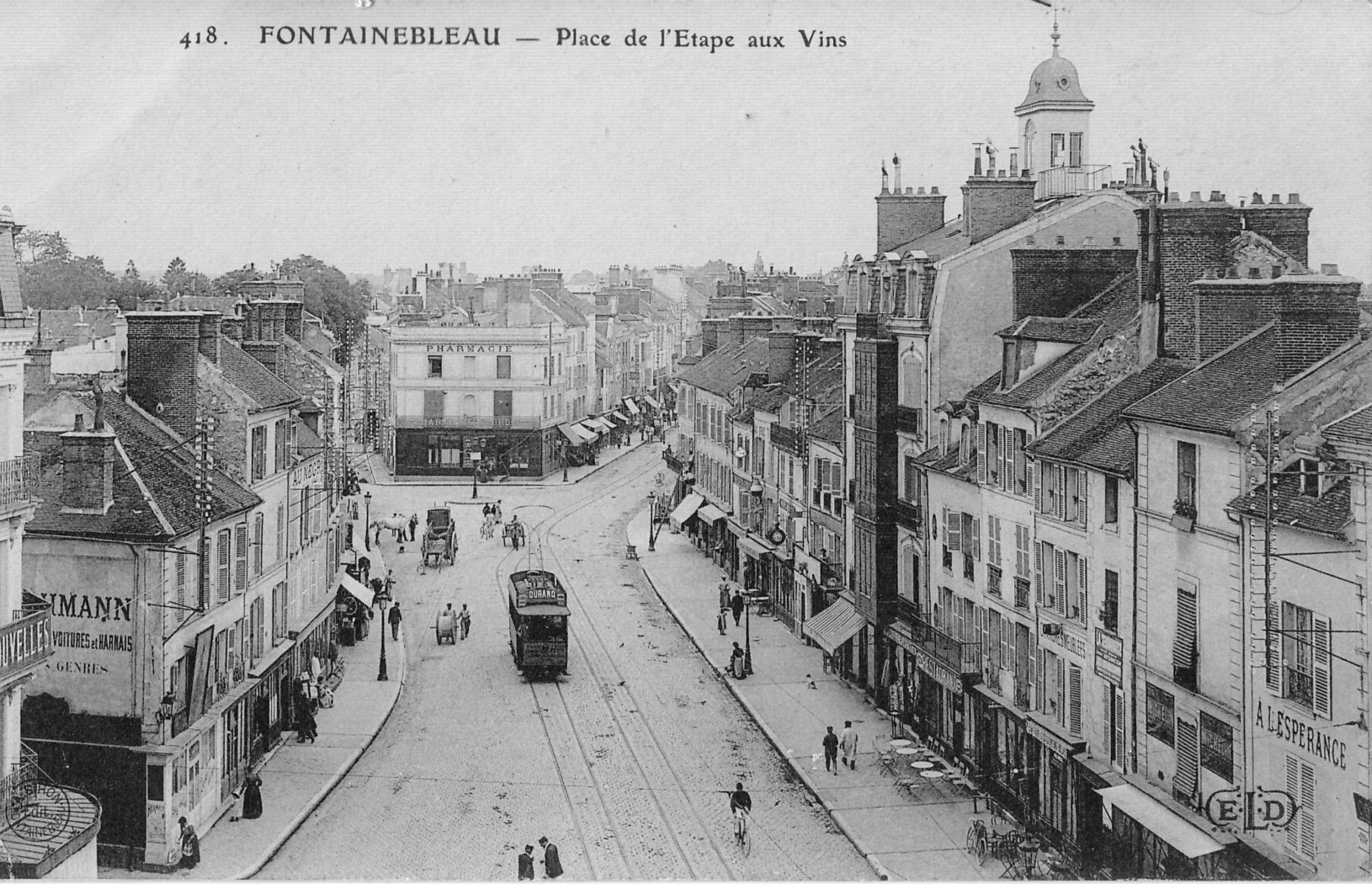
Tramway sur l'évitement de la Place de l'Étape aux vins
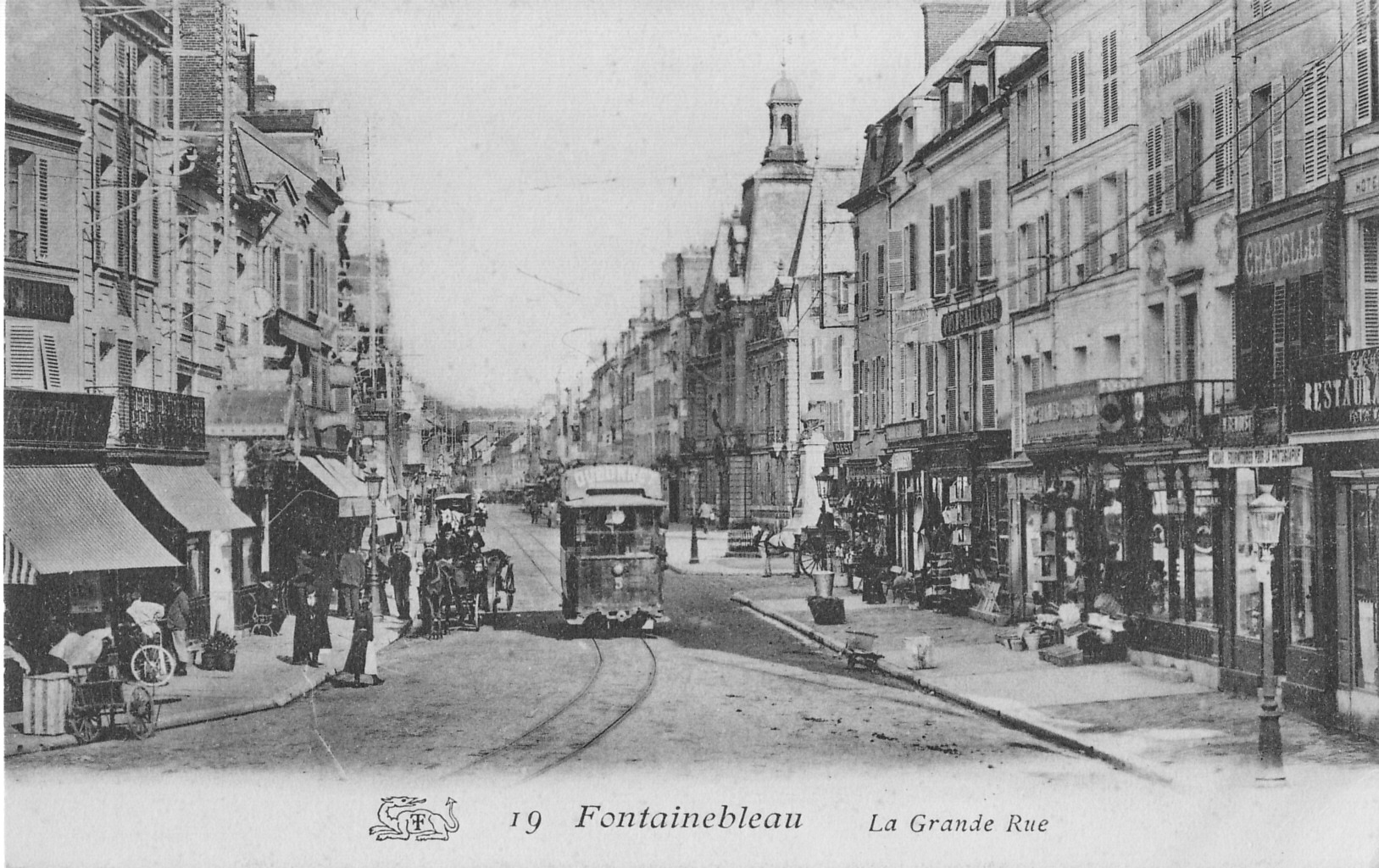
Tramway au centre de la Grande Rue

## Exploitation

### Trafic
Le cahier des charges de concession de 1896 prévoyait que les tramways devaient assurer la correspondance avec chacun des trains s'arrêtant à la gare.
En 1928, le réseau transporte 1 170 000 voyageurs.

### Matériel roulant moteur
Matériel livré neuf

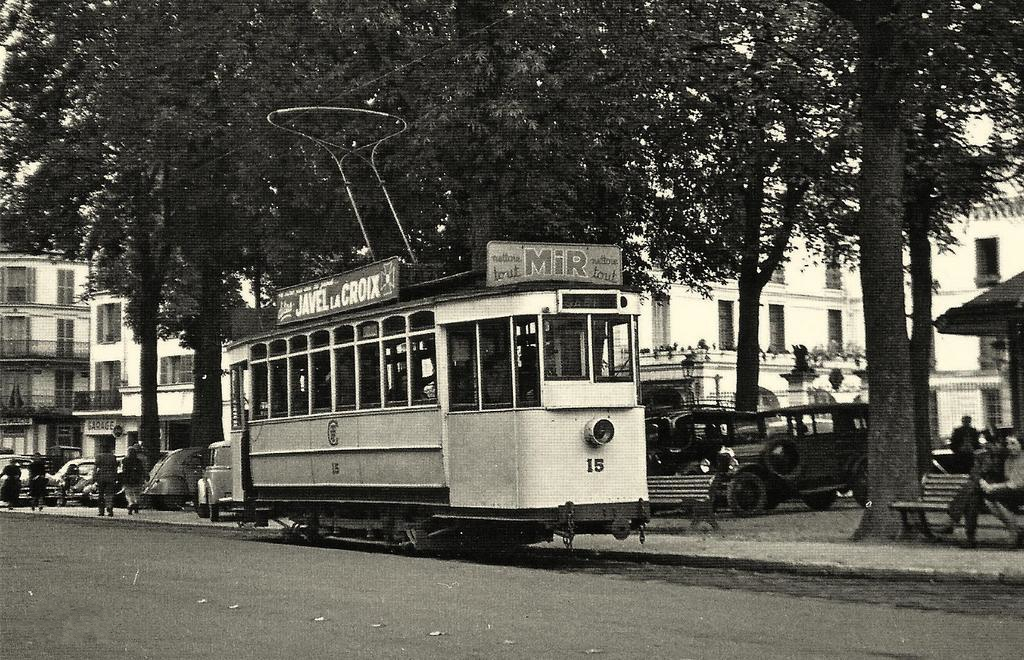
Motrice N°15 en 1953 place Denecourt.

Le parc initial consistait en huit motrices de tramways à deux essieux et plates-formes, construites à Belfort par la S.A.C.M. , portant les nos 1 à 8. Ces motrices pouvaient transporter 37 passagers (dont 21 assis, sept en première classe et quatorze en seconde).
Elles possédaient une prise de courant par archet et étaient équipées de deux moteurs de 25 CV, soit une puissance relativement habituelle pour ce type de matériels.
La motrice no 4 est vendue au réseau du tramway de Cannes le 22 juin 1909.
Trois motrices nos 9, 10 et 11 sont arrivées sur le réseau entre 1909 et 1913 :
- La motrice no 9 est une motrice de type Brill, construite aux U.S.A au début du siècle et livrée au réseau de Cannes sous le no 25. Cette motrice est mutée à Fontainebleau en 1913 et circule sous le no 25, puis le no 9.
- Les motrices nos 10 et 11 sont du même type, mais construites chez C.I.M.T. Cardes à Bordeaux.

En 1913, trois motrices supplémentaires, numérotées 12 à 14, montées sur trucks Brill de 2,40 m d'empattement, construites chez C.I.M.T Cardes ont été achetées. Totalement fermées, elles pouvaient transporter 39 passagers dont 23 assis et sont identiques aux motrices nos 26 à 30 du réseau de Cannes, livrées par C.I.M.T Cardes en février et mai 1913,.
Matériel complémentaire
En 1924, la compagnie  achète quatre motrices de l'ancien réseau des tramways de Melun ; elles sont ultérieurement revendues à Cannes après qu'un incendie eut détruit une partie du parc.
L'une d'entre elles, la (no 4), est  rachetée à ce réseau, en 1933, avec trois autres motrices d'origine cannoises (nos 17 à 19 renumérotées 17, 16 et 15 pour Fontainebleau).
La motrice no 4 (ex-Melun puis Cannes) a été mutée ensuite sur le réseau des tramways de Bourges, vers 1941, où elle conserve le no 4. Elle fut réformée en 1949 et vendue à un ferrailleur chez qui elle survécut jusqu'à sa démolition le 11 avril 1968.
À la fermeture de la ligne, le matériel restant a été repris par les sablières Guignon, qui transformèrent les caisses en remorques routières afin de servir de bungalow de chantier.

### Matériel remorqué
À l’origine, en 1898, six remorques, les nos 11 à 16 sont commandées :
- Les remorques nos 11 à 14 (origine) sont des voitures ouvertes à plateforme arrondie et séparation.
- Les remorques nos 15 et 16 figurent en 1928 comme des modèles fermés à six glaces, à plateforme ouverte et droite.

Après la guerre et jusqu'à la fermeture, le réseau dispose des matériels suivants :
- Remorque no 10 « construction Blanc-Misseron », fermée avec cinq glaces arrondies dans leur partie haute, grande plateforme et tablier droit. Elle a été mutée d'un autre réseau du groupe[11].
- Remorque no 11 « construction S.C.M.T », ouverte avec plateforme et tablier à angles arrondis et quatre travées.
- Les remorques nos 12 et 13 « construction La Buire » sont des baladeuses entièrement ouvertes à quatre travées, avec plateforme ouverte à tablier droit.
- Remorque no 14, voiture fermée identique à la no 10.
- Remorque no 15, voiture fermée à six glaces hautes, plateformes ouvertes et tabliers droit.
- Remorque no 16,  baladeuse, identique aux nos 12 et 13.
- Remorques nos 17 et 18, identique à la no 11.
- Remorque no 19, baladeuse, identique aux nos 12, 13 et 16.

La remorque no 15 est la seule originaire de Fontainebleau. Les remorques nos 12, 13, 16 et 19 proviennent du réseau de Tramway de Pau. Les remorques nos 11,17 et 18 proviennent de Melun.

## Matériels préservés
Le musée des transports urbains, interurbains et ruraux (AMTUIR) préserve : 
- la remorque no 11, construite vers 1900 pour le tramway de Melun et rachetée en 1914 par le tramway de Fontainebleau, où elle circula jusqu'en 1945 et survécut au dépôt jusqu'à la fermeture.
Caractéristiques : 
  - Longueur : 6,74 m ; largeur : 2,04 m ; hauteur : 3 m ; masse à vide : 2 t ;
  - Remorque baladeuse ouverte à plates-formes cloisonnées ;
  - Capacité : 26 places assises et 20 places debout, 10 sur chaque plate-forme ouverte, banquettes transversales réversibles ;
  - Frein à main ;
  - Constructeur : Société de Construction de Matériel de Transports de Douai[13].
- la remorque no 19, construite  par les Ateliers de la Buire à Lyon en 1896, pour un réseau du groupe. Elle a servi jusqu'à la fin de l'exploitation.
Caractéristiques : 
  - Remorque totalement ouverte, type « baladeuse » ;
  - Longueur : 7,50 m ; largeur : 2,08 m ; hauteur : 2,83 m ; masse à vide : 2 t ;
  - Capacité : 26 places assises et 12 places debout, banquettes transversales ;
  - Frein à main[14].

Les caisses des motrices nos 10, 14 et 17 (ex-no 17 Cannes) existent toujours de nos jours (2025).